# ニッキー・ノヴァ
ニッキー・ノヴァ（Nikki Nova, 1972年1月5日 - ）は、アメリカ合衆国のポルノ女優。

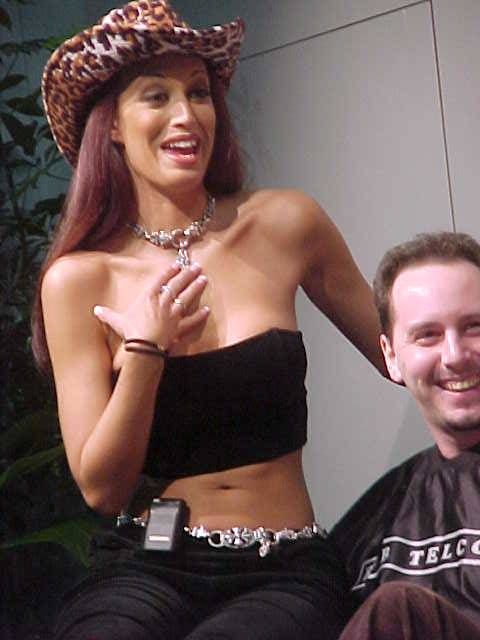
ニッキー・ノヴァ（2000年）

## 出演作品
- ダイナマイト・コップ